# (200314) 2000 ER115
(200314) 2000 ER115 es un asteroide perteneciente al cinturón de asteroides descubierto el 10 de marzo de 2000 por el equipo del Spacewatch desde el Observatorio Nacional de Kitt Peak, Arizona, Estados Unidos.

## Designación y nombre
Designado provisionalmente como 2000 ER115.

## Características orbitales
2000 ER115 está situado a una distancia media del Sol de 2,191 ua, pudiendo alejarse hasta 2,281 ua y acercarse hasta 2,101 ua. Su excentricidad es 0,041 y la inclinación orbital 5,725 grados. Emplea 1185,08 días en completar una órbita alrededor del Sol.

## Características físicas
La magnitud absoluta de 2000 ER115 es 17. Tiene 2,974 km de diámetro y su albedo se estima en 0,038. 